# Aupaluktut Island
Aupaluktut Island är en ö i Kanada.   Den ligger i territoriet Nunavut, i den östra delen av landet, 2 300 km norr om huvudstaden Ottawa. Arean är 6,4 kvadratkilometer.
Terrängen på Aupaluktut Island är platt. Öns högsta punkt är 84 meter över havet. Den sträcker sig 4,4 kilometer i nord-sydlig riktning, och 2,5 kilometer i öst-västlig riktning.